# Alūksne-See
Der Alūksne-See (deutsch: Marienburger See, lettisch: Alūksnes ezers) ist ein Gewässer bei der Stadt Alūksne im Nordosten Lettlands. Es ist der elftgrößte See in Lettland (ohne künstliche Stauseen). Im See sind zwölf Fischarten nachgewiesen.

## Geographie
Die Umgebung ist hügelig und die Ufer sind relativ steil. Es existieren keine größeren Zuflüsse, weshalb der Wassertausch nur langsam erfolgt. Das Seewasser fließt über den Fluss Alūksne in die Pededze, während der Schneeschmelze im Frühjahr teilweise auch ins Gauja-Flusssystem. Seit dem Bau einer Schleuse im Jahr 1920 ist der Wasserspiegel niedriger.
An einer Bucht im Süden wurde die Stadt Alūksne erbaut.

## Inseln
In den See ragt eine etwa 800 Meter lange Halbinsel mit dem Friedhof von Alūksne. Außerdem gibt es vier Inseln: Cepurīte („Kleiner Hut“), Garā („lange Insel“), Tīklu („Netzinsel“) und Marijas sala („Marieninsel“), die auch Pilssala („Burginsel“) genannt wird. Letztere ist mit ca. 10 ha die größte der vier Inseln, sie ist über eine Holzbrücke von der Stadt aus erreichbar. Dort befinden sich die Ruinen der 1342 vom Deutschen Orden errichteten Marienburg.